# Distretto di Viluppuram
Il distretto di Viluppuram è un distretto del Tamil Nadu, in India, di 2 943 917 abitanti. Il suo capoluogo è Viluppuram.